# Łodyna-Ług
Łodyna-Ług – część wsi Łodyna w Polsce, położona w województwie podkarpackim, w powiecie bieszczadzkim, w gminie Ustrzyki Dolne.
W latach 1975–1998 miejscowość administracyjnie należała do województwa krośnieńskiego.